# لائین کهنه
لائین کهنه، روستایی در دهستان هزارمسجد بخش مرکزی شهرستان کلات استان خراسان رضوی ایران است.

## جمعیت
بر پایه سرشماری عمومی نفوس و مسکن در سال ۱۳۹۵ جمعیت این روستا ۳۲ نفر (در ۱۲ خانوار) بوده‌است.